# 別洛亞爾斯基區 (漢特-曼西自治區)

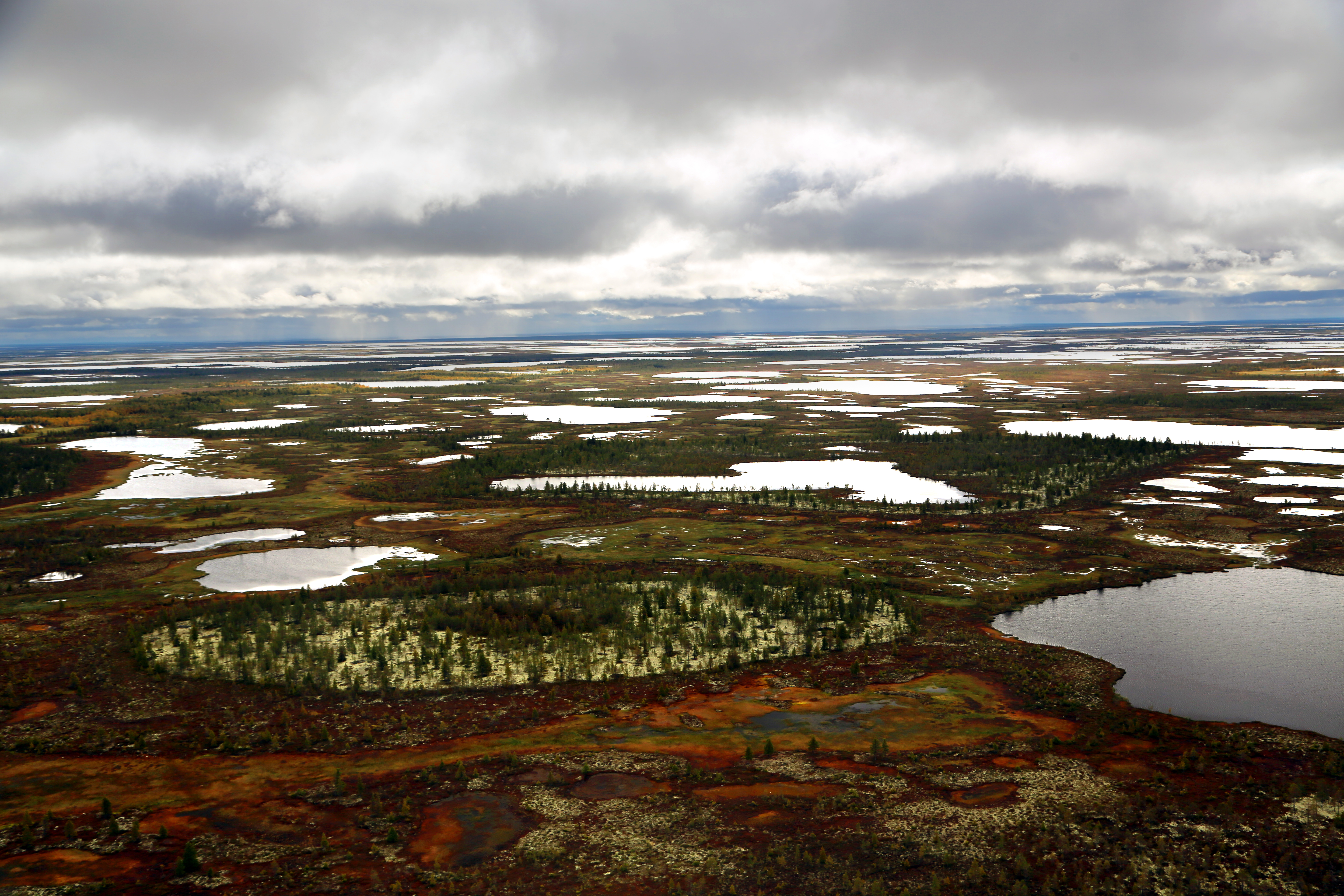

63°43′N 66°40′E / 63.717°N 66.667°E
別洛亞爾斯基區（俄语：Белоярский район），是俄羅斯的一個區，位於該國中部，由漢特-曼西自治區負責管轄，面積41,574平方公里，2010年人口9,766，人口密度每平方公里0.23人。